# Jim Acosta

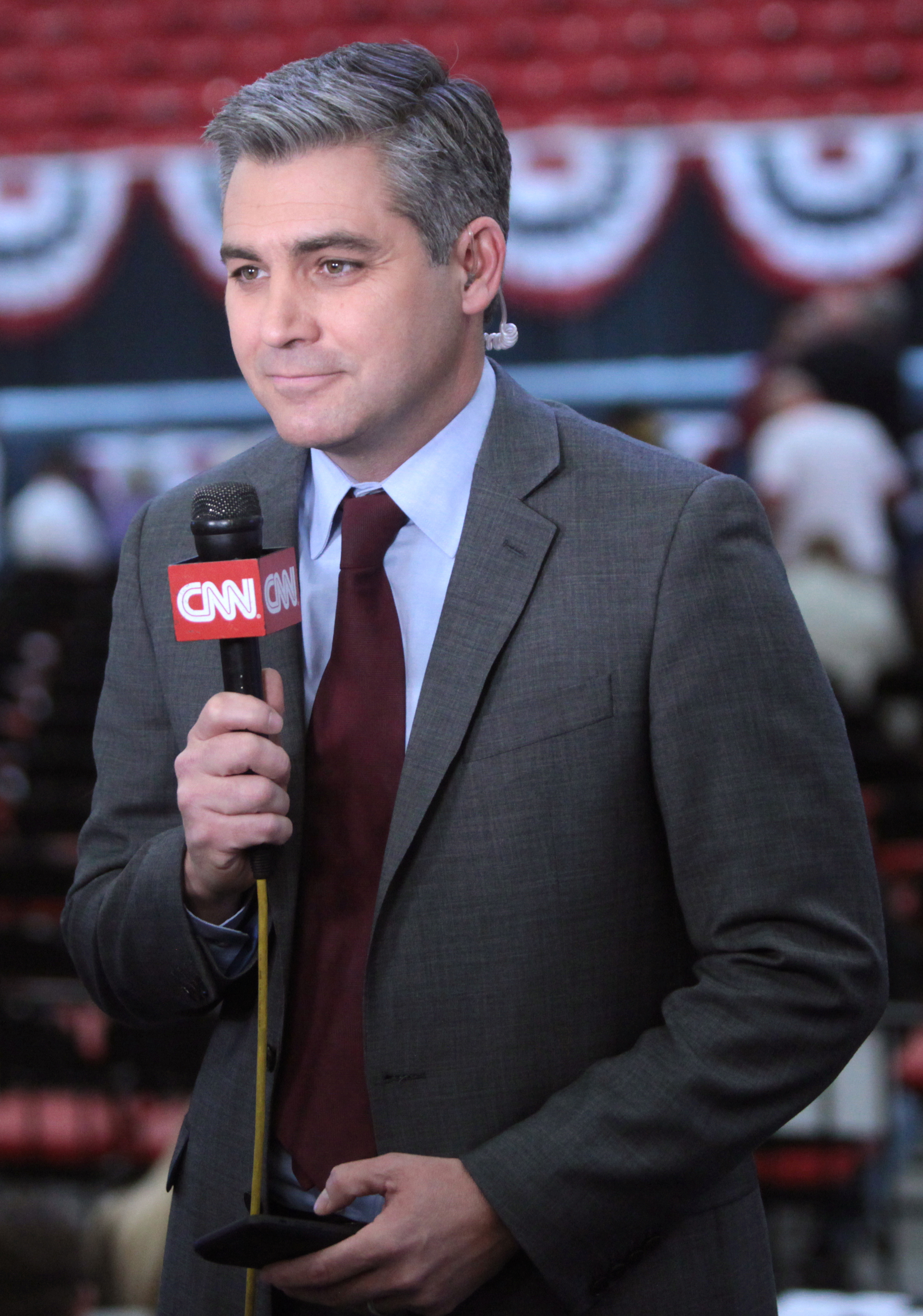
Jim Acosta (2016)

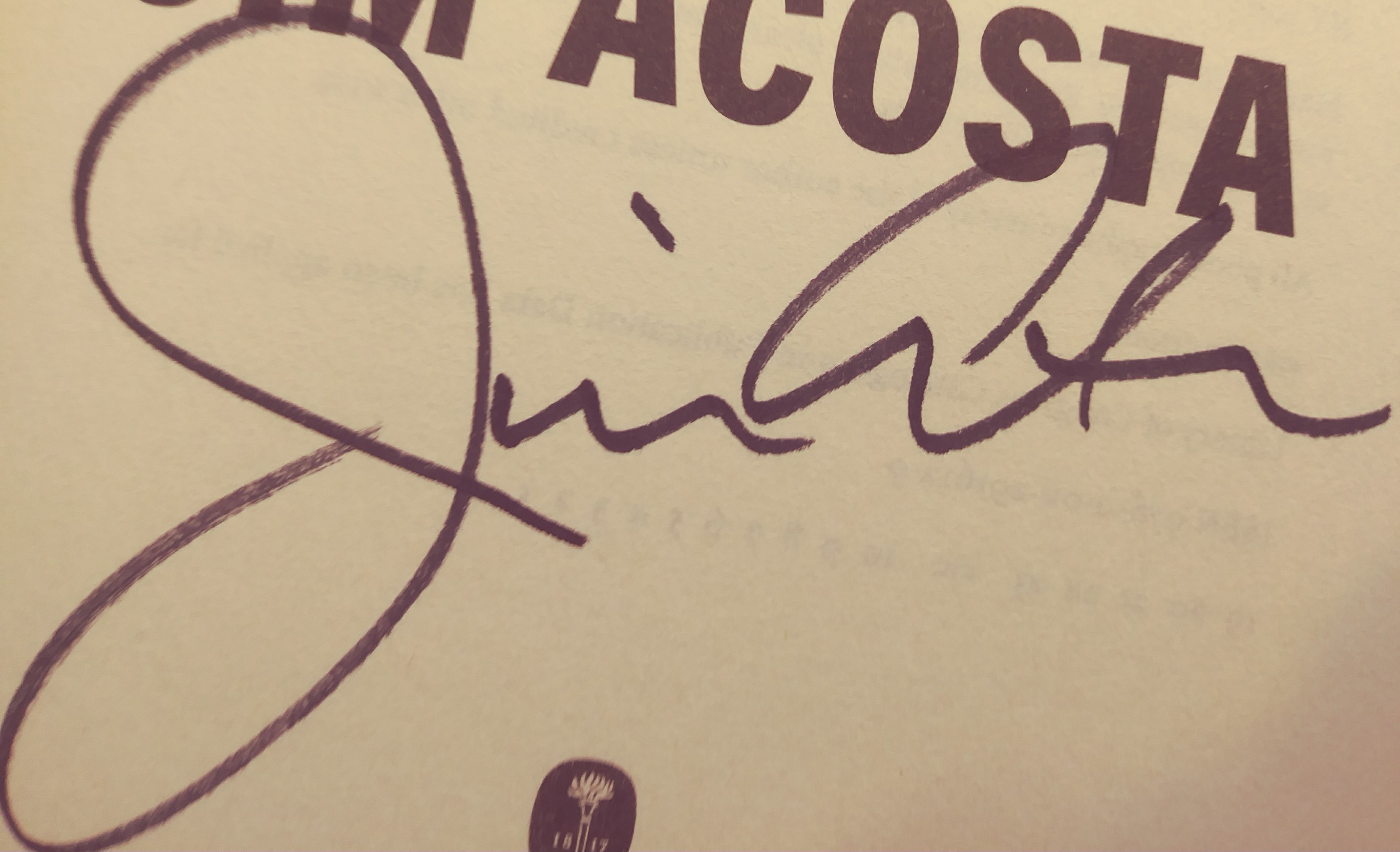
Signatur

Abilio James „Jim“ Acosta (* 17. April 1971 in Washington, D.C.) ist ein US-amerikanischer Journalist. Er arbeitete für den Kabel-Nachrichtensender CNN als Chefkorrespondent für nationale Angelegenheiten. Zuvor war er als Chefkorrespondent für das Weiße Haus unter der Trump-Administration tätig.

## Leben
Acosta ist der Sohn eines Flüchtlings, der als Kind aus Kuba in die Vereinigten Staaten kam. Er graduierte mit cum laude an der James Madison University mit einem Bachelor in Massenkommunikation und einem Minor in Politikwissenschaft. Seine journalistische Tätigkeit begann er beim Radiosender WMAL in Washington, D.C. Er arbeitete anschließend als Reporter und Ansager für verschiedene CBS-TV-Stationen u. a. für WBBM-TV, die CBS-Station in Chicago, dem CBS-Partner KTVT-TV in Dallas und 1996/97 für WBIR-TV in Knoxville. Dort arbeitete er eng mit einem deutschen Journalisten zusammen. 2007 kam Acosta zu CNN und arbeitete zunächst am Sendersitz in Atlanta. Später wechselte er nach Washington. Er berichtete über die Obama-Administration und die Trump-Administration. Anfang 2018 wurde er Chefkorrespondent von CNN für das Weiße Haus.
Während einer Pressekonferenz von US-Präsident Donald Trump am 7. November 2018 stellte Acosta Fragen zu einer Migrantenkarawane aus Mittelamerika und zu den Ermittlungen zum angeblichen russischen Einfluss auf den US-Wahlkampf. Nachdem Trump Acosta eine nicht zufriedenstellende Antwort gegeben und Acostas Nachfrage abgelehnt hatte, weigerte sich Acosta, das Mikrofon abzugeben und behinderte eine Praktikantin, die ihm das Mikrofon abnehmen und an andere Journalisten weitergeben wollte. Er berührte dabei ihren Arm, wofür er sich sofort entschuldigte. Trump bezeichnete ihn daraufhin als „unhöfliche, schreckliche Person“, CNN sei ein „enemy of the People“. In der Folge wurde Acosta die Akkreditierung für das Weiße Haus bis auf Weiteres entzogen, was national und international auf scharfe Kritik stieß.
Das Geschehen auf der Pressekonferenz sorgte für internationale Reaktionen. Die Süddeutsche Zeitung kritisierte, dass Acosta bei Pressekonferenzen oft keine eigentlichen Fragen stelle, sondern als Fragen formulierte Vorwürfe oder Anschuldigungen, wobei der journalistische Erkenntnisgewinn gering sei. Die FAZ meinte, es sei problematisch, wenn sich Journalisten selbst zum Mittelpunkt der Geschichte machen. Allerdings könne man Acosta höchstens vorwerfen, sich provokativ verhalten zu haben, nicht jedoch, die Praktikantin unangemessen angefasst zu haben. Die Pressesprecherin des Weißen Hauses, Sarah Huckabee Sanders, veröffentlichte ein Video, das einen Ausschnitt des Geschehens zeigt. Es sorgte für internationale Reaktionen und wurde von zahlreichen Medien unterschiedlich bewertet. Mehrere Medien warfen Sanders vor, dass sie ein gefälschtes Video verwendet habe. Andere meinten, dass lediglich die Konvertierung und Kompression eines Videos in ein GIF eine Reduzierung der Frame Rate bewirkt hatte.
Am 16. November 2018 entschied ein Gericht in Washington, dass Acosta seine Akkreditierung zurückerhalten müsse, da der Entzug sein Recht auf ein ordnungsgemäßes Verfahren und auf Meinungsfreiheit verletze.
Mit Beginn der Präsidentschaft von Joe Biden gab Acosta seine Stellung als Korrespondent im Weißen Haus auf. Seitdem ist er Chef-Inlandskorrespondent und Moderator bei CNN. Ende Januar 2022 moderierte er als Nachfolger von Chris Cuomo auf dem Sendeplatz um 21 Uhr an Werktagen die Sendung „Democracy in Peril“.

### Kündigung
Am 28. Januar 2025 gab Acosta im Rahmen seiner Sendung seine Kündigung bei CNN bekannt. Dies geschah wenige Tage, nachdem der Sender seine Journalisten dazu aufgefordert hatte, über die zweite Amtseinführung Donald Trumps „vorurteilsfrei“ (avoid "pre-judging") zu berichten. Unter anderem sollten die gegen Trump laufenden bzw. abgeschlossenen Gerichtsverfahren nicht erwähnt werden.

## Privatleben
Jim Acosta war seit dem Jahr 2000 mit der Krankenschwester Sharon Mobley Stow verheiratet. Sie haben zwei Kinder, einen Sohn und eine Tochter. Im Jahr 2017 gaben sie ihre Trennung bekannt.